# Salvelinus krogiusae
Salvelinus krogiusae är en fiskart som beskrevs av Glubokovsky, Frolov, Efremov, Ribnikova och Katugin, 1993. Salvelinus krogiusae ingår i släktet Salvelinus och familjen laxfiskar. Inga underarter finns listade i Catalogue of Life.